# Trombólisis
Trombólisis es el procedimiento que se utiliza para disolver un coágulo sanguíneo (trombo) que se ha formado dentro de una arteria o una vena. Los medicamentos que se utilizan en la trombólisis se llaman agentes antitrombóticos o fibrinolíticos (Alteplasa, Uroquinasa, Tenecteplasa, etc.).
La tromboóisis puede ser: Trombólisis farmacológica cuando solo se administra un medicamento con actividad trombolítica, trombólisis mecánica percutánea cuando se utiliza un dispositivo especial para disolver y/o aspirar el coágulo y trombólisis farmacomecánica cuando se utilizan concomitantemente agentes fibrinolíticos y dispositivos especiales para disolver y/o aspirar el trombo.

## Indicaciones
- Ictus (accidente cerebrovascular)
- Embolia pulmonar masiva
- Isquemia aguda de extremidades inferiores
- Trombosis venosa profunda
- Embolia renal y de territorio intestinal
- Infarto de miocardio

## Agentes antitrombóticos
El mecanismo de acción consiste en potenciar el sistema trombolítico natural endógeno. Los fármacos trombolíticos o también llamados fibrinolíticos más frecuentemente utilizados son Uroquinasa, Alteplasa, Tenecteplasa, etc.

## Contraindicaciones
Pacientes con antecedentes recientes de:
- Sangrado activo
- Tumor cerebral
- Cirugía cerebral u ocular
- Pacientes que tienen problemas de coagulación
- Cirugías mayores
- Trauma grave,
- Sangrado digestivo
- Embarazo o posparto

Muchas veces, una vez realizada la trombólisis es necesario realizar tratamiento de una lesión subyacente desencadenante del proceso trombótico.